# 全日本家庭教育研究会
全日本家庭教育研究会（ぜんにっぽんかていきょういくけんきゅうかい　通称：全家研＝ぜんかけん）は、学習教材『ポピー』の出版並びに教育関連のイベントなどを行う、京都市に本部を置く団体である。
1973年（昭和48年）1月に小学生向けの教材『小学ポピー』の創刊と同時に設立。その後シリーズとして幼稚園児向け『よいこのポピー』、中学生向け『中学ポピー』を出版するとともに、1974年（昭和49年）に全国各地の本部に教育相談室を開設。文章や電話などでの教育相談会を実施したり、テレビや新聞での広告活動を通し、草の根教育運動を展開した。
「ポピーシリーズ」は新学社と販売提携を結んでいたが、2004年（平成16年）6月に分社化し、株式会社ポピー（同名玩具メーカーとは特に関係なし）から発売されていた。
なお、分社状態の株式会社ポピーは2008年（平成20年）8月末に解散されており、現在は新学社の事業部のひとつとなっている。
2008年（平成20年）より、新学社の名義でプロゴルファーの石川遼とスポンサー契約を結んでいる。その理由は「石川遼が小学・中学生時代に『ポピー』の会員であった」ということが挙げられる。

## 歴史
- 1973年（昭和48年）1月 - 全日本家庭教育研究会を設立する。同月、小学生向けの教材『小学ポピー』を創刊する。
- 1974年（昭和49年） - 全国各地に設けられた本部に教育相談室を開設する。以降、広告活動を通して草の根教育運動を展開した。
- 2004年（平成16年） - 分社化に伴い、株式会社ポピーを設立する。
- 2008年（平成20年）
  - 8月末 - 株式会社ポピーが解散する。
  - 同年よりプロゴルファーの石川遼とスポンサー契約を結ぶ[1]。

## 月刊『ポピー』
同会が発行している月刊の通信教育。対象は2歳から中学3年生まで。教材の編集・出版は新学社が行っている。
競合している最大手の進研ゼミとは異なり、教材の配達は全国の支部に所属する「モニター」が行う。また、添削課題制度がなく、全国各地で会員を集めた学習会（任意参加）を開いている。

## 広告活動
「全家研ポピー」ブランドのテレビCMを放送していた。

### CM出演者
- 内山信二（1990年、「全家研ポピー」） - 小学校の生徒役[注 1]
- 林マオ（1995年、「全家研ポピー」）
- 宮城秋菜（1995年、「中学生講座」）

## 関連人物
- 平澤興（初代総裁：昭和55年 - 平成元年）
- 鰺坂二夫（第二代総裁：平成元年 - 13年）
- 外山滋比古（第三代総裁：平成13年 - 17年）
- 伊藤桂一（第四代総裁：平成17年 - 20年）
- 村上和雄（第五代総裁：平成20年 - 現在）
- 篠原菊紀（幼児ポピー『ポピっこ』監修）

### スポーツスポンサー事業
- 石川遼（スポンサー契約） - 元会員
- セレッソ大阪（ゴール裏の広告看板〈オーロラリボン〉提供） - セレッソ大阪のホームゲームのみ